# Ixora acuminatissima
Ixora acuminatissima är en måreväxtart som beskrevs av Johannes Müller Argoviensis. Ixora acuminatissima ingår i släktet Ixora och familjen måreväxter. Inga underarter finns listade i Catalogue of Life.